# Juan Gualberto González
Juan Gualberto González Navero (Asunción, 12 luglio 1851 – Asunción, 30 luglio 1912) è stato un politico conservatore paraguaiano.
Fu presidente del Paraguay dal 25 novembre 1890 al 9 giugno 1894.
González partecipò alla guerra della Triplice Alleanza (1864-1870) nella Sanità Militare dell'esercito paraguaiano e, catturato dal nemico, dovette prestare servizio nell'esercito alleato. Nel febbraio 1869 tornò ad Asunción ed entrò nella loggia massonica Unión Paraguaya N° 30 (1871), raggiungendo i vertici della massoneria nel 1895.
González si occupò poco di politica: partecipò alla fondazione del Club del Pueblo (1869), fu ministro della Giustizia, Culto e Istruzione pubblica (1881) e deputato (1887); nello stesso anno partecipò alla fondazione dell'Associazione Nazionale Repubblicana.
Eletto presidente della Repubblica, González avviò una cauta politica di apertura nei confronti dell'opposizione liberale (nomina del liberale Benjamin Aceval al Ministero della Giustizia, Culto e Istruzione pubblica) ma nel 1891 dovette reprimere un'insurrezione liberale. Introdusse la tassazione diretta per il prelievo delle imposte. González fu deposto il 9 giugno 1894 dal Congresso Nazionale dopo un golpe guidato dal generale Juan Bautista Egusquiza (suo ex ministro della Guerra e Marina), e sostituito fino alla conclusione del mandato dal vicepresidente Marcos Morínigo.